# Polyscytalum pini
Polyscytalum pini är en svampart som beskrevs av P.M. Kirk & Minter 1983. Polyscytalum pini ingår i släktet Polyscytalum, divisionen sporsäcksvampar och riket svampar.   Inga underarter finns listade i Catalogue of Life.